# Trebbiantico

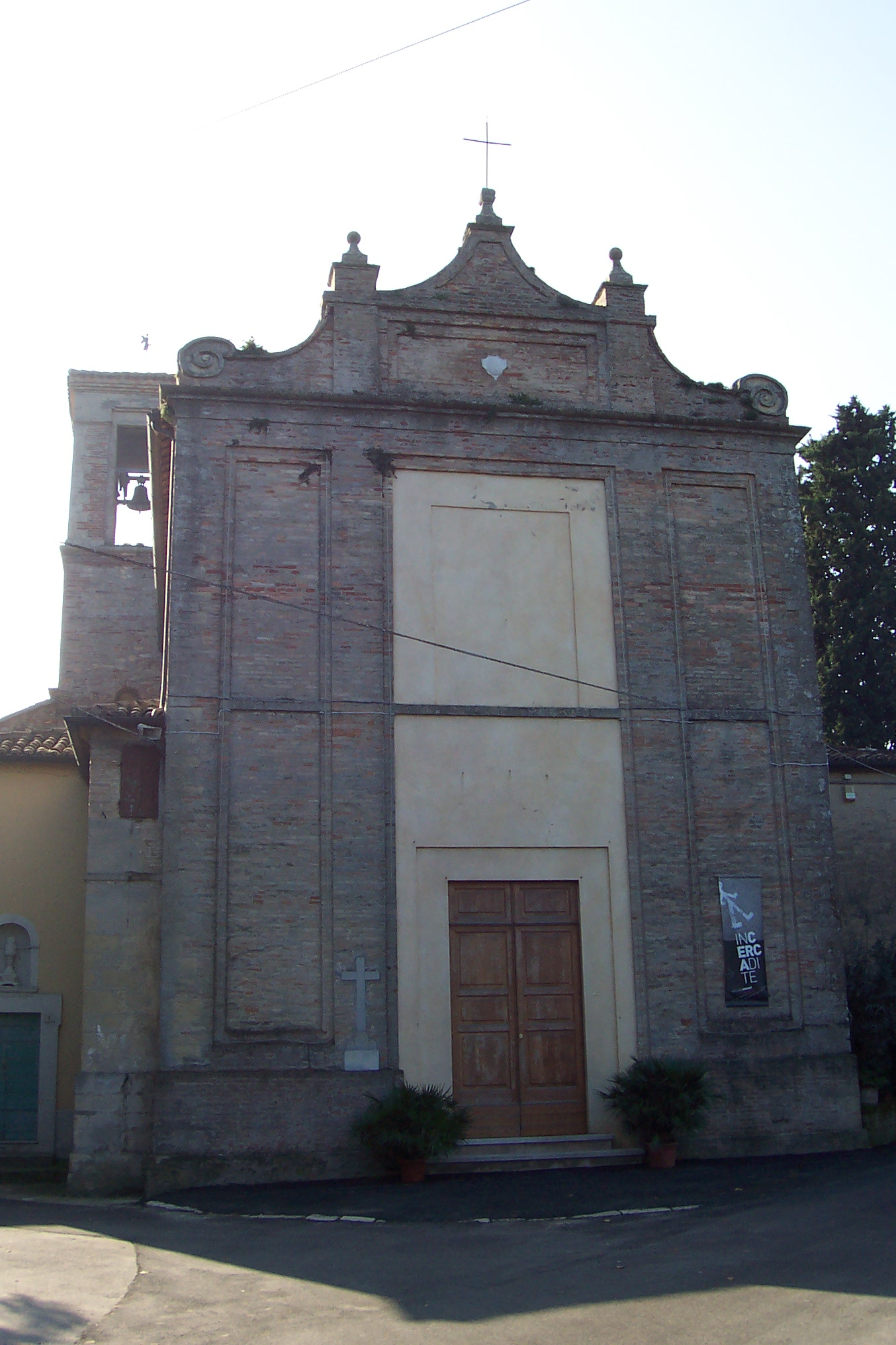
Chiesa di San Giuliano Martire

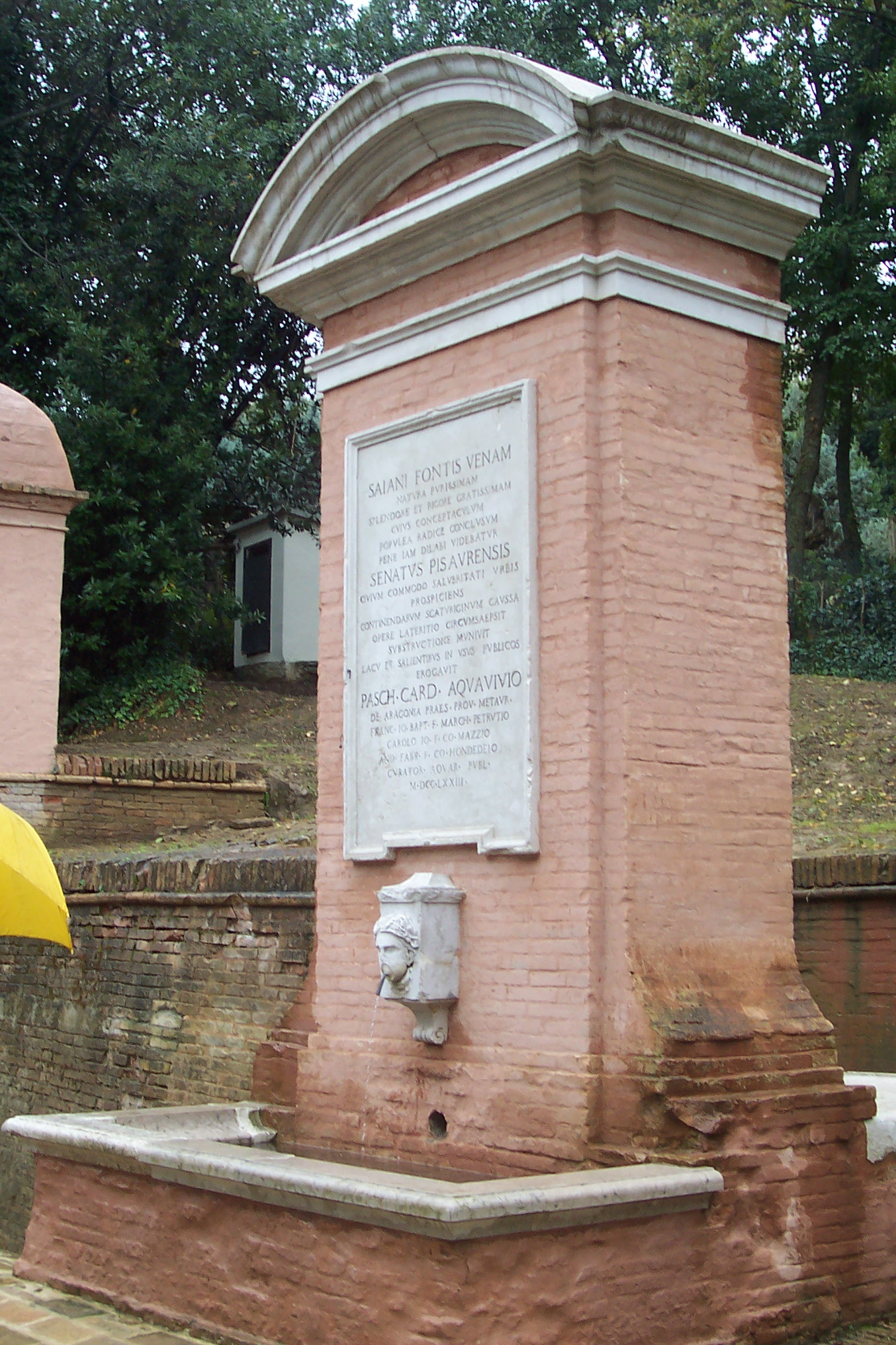
Fonte Sajano

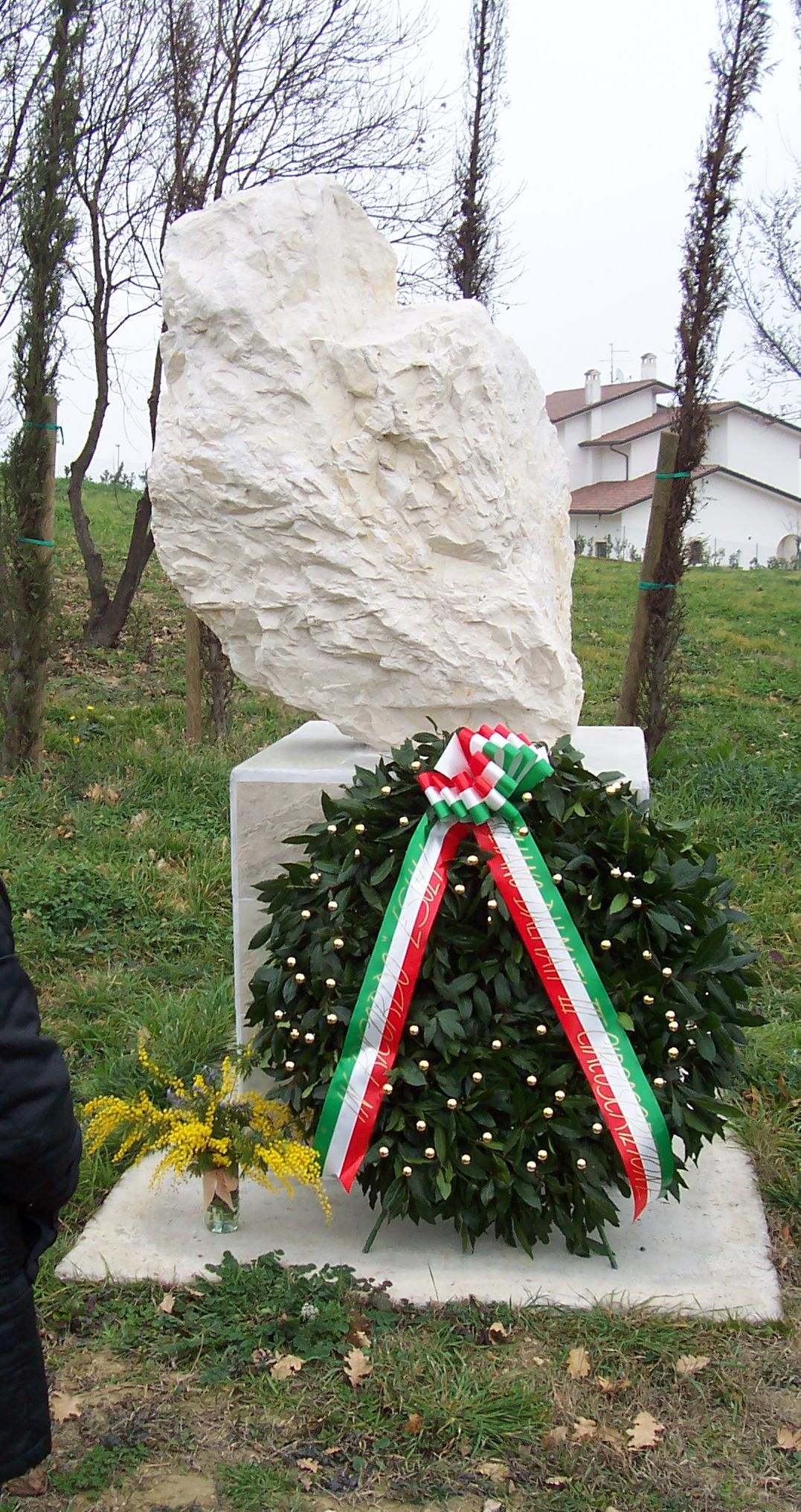
Memoriale del Parco esuli giuliano-dalmati

Trebbiantico è un piccolo Borgo situato a circa 2,5 km da Pesaro e a poche decine di metri dal confine con il comune di Fano. Il paese è circondato dal verde delle colline che scendono verso il mare Adriatico. Dal nuovo agglomerato che sovrasta il paese è possibile osservare verso sud Fano con l'entroterra e la costa della provincia, nonché il Conero ed il monte Catria, verso nord gli speroni di San Leo, San Marino e il Sasso Simone e Simoncello che delimitano il confine con Romagna e Toscana.
A monte dell'abitato è situata la località denominata "ghetto" di Trebbiantico, la cui denominazione data dalla presenza storica di case di braccianti che venivano circondate e chiuse (al pari delle abitazioni degli ebrei) da recinzioni per evitare che gli stessi andassero nei campi a prendere frutta e verdura. (fonte: Girolamo Allegretti storico italiano. Laureato in Lettere classiche, presidente della Società di studi storici per il Montefeltro, ne ha diretto dal 1989 al 2009 la rivista “Studi montefeltrani” e “Pesaro città e contà”; ha inoltre ideato e diretto “Costellazione”, collana di agili monografie sui centri minori del comune di Pesaro fra cui proprio il Ghetto di Trebbiantico, e la collana in nove volumi “Storia dei castelli della Repubblica di San Marino”. La sua riflessione storica sconfina su luoghi, territori, personaggi e fenomeni di Marche Romagna Toscana e Lazio).  Oggi il "ghetto" di Trebbiantico appare come un gradevole complesso residenziale panoramico e circondato dal verde.

## Società

### Evoluzione demografica
Secondo i dati dell'Annuario demografico del comune di Pesaro (anno 2013) la popolazione del borgo di Trebbiantico ammonta a 1 194 abitanti, crescendo notevolmente negli ultimi 15 anni con la realizzazione di una nuova area residenziale.
L'età media dei residenti è di 41,9 anni, una delle più basse delle frazioni collinari.
Dividendo la popolazione in fasce d'età si nota che i residenti fra 0 e 5 anni sono circa il 7,5% del totale, i residenti fra i 6 e i 14 anni sono circa il 9,5% della popolazione mentre i residenti che hanno un'età superiore ai 65 anni sono circa il 18,5% del totale.
Infine, i residenti stranieri della frazione sono il 5,5% circa della popolazione.

## Storia
Il paese di Trebbiantico (in latino Trivium Antiquum) è sorto in epoca romana in corrispondenza di un importante trivium, da qui l'origine stessa del nome. Le prime notizie del luogo risalgono al I secolo a.C. e indicavano il punto in cui una strada proveniente da Pesaro, voluta dai Romani per aggirare l'abitato, si congiungeva alla via Flaminia. Con il tempo intorno al trivio si sviluppò un piccolo insediamento urbano che prese il nome di Trebbiantico. Nel 1555, l'11 giugno, naque a Trebbiantico un illustre personaggio, compositore e teorico musicale del tardo Rinascimento e del primo Barocco: Ludovico Zacconi.

## Edifici e luoghi di interesse
- Villa Cattani-Stuart, seconda metà del XVII secolo

Fatta costruire dalla famiglia Cattani all'inizio della seconda metà del '600, questa villa raggiunse il suo massimo splendore nella prima metà del '700 in quanto ″usata″ dal cardinale fiorentino Alamanno Salviati, delegato pontificio delle province di Pesaro e Urbino nel periodo 1717-1732, quale residenza di campagna per sé e per i suoi ospiti. Fra questi vi fu nel 1726 Giacomo III Stuart (come si legge in latino sulla lapide posta sopra il portone d'ingresso della villa) che si fregiava ancora del titolo di re d'Inghilterra, riconosciutogli dalla chiesa cattolica. Nel suo interno, sui soffitti, sono presenti affreschi di Nicolò Berrettoni, allievo del Cantarini e del Maratti (o Maratta). Attraverso una galleria si accede ad una piccola cappella, dove il cardinale Salviati usava ritirarsi in preghiera; gli arredi che l'adornavano sono andati in parte perduti nel tempo. Nel 1911, la scrittrice Clarice Tartufari nel suo romanzo "Eterne leggi" ambientato nel borgo di Trebbiantico, poteva scrivere: " ...a sinistra per l'intera lunghezza del borgo, una villa sontuosa sfoggiava la ornamentazione del suo muro di cinta e la maestosità dei suoi cancelli, di dove il giardino s'intravedeva variopinto di aiuole e lieto di zampilli". 
- Chiesa parrocchiale di San Giuliano Martire, consacrata nel 1730

La data della sua fondazione non è certa ma già nell'anno 1290 viene citata nei registri delle Rationes decimarum.
Nello stesso luogo della chiesa più antica ne fu ricostruita una nuova nell'anno 1730 e da quella data non ha più subito sostanziali modifiche se non quelle del 1970 quando l'interno fu adattato alle nuove disposizioni della liturgia.
Importanti testimonianze di fede sono:
il quadro, posto sopra l'altare, raffigurante la Madonna della Misericordia, sempre oggetto di culto da parte della popolazione locale e le tre tele del Seicento che rappresentano la Madonna del Rosario, la Madonna del Carmine e la Madonna di Loreto con san Giuliano Martire e altri santi.
- Palazzo di Galantara o villa Guerrini, esistente già dal 1734, ora è utilizzata come residenza sanitaria per anziani.

Nel 1649 Gabriele Galantara sposa la nobile signora Margarita Mosca di Pesaro: un matrimonio di rango che porta i due nobili a risiedere spesso a Pesaro. Con la sua cospicua dote, la sposa decide di acquistare una possessione vicino alla villa di Trebbiantico, nella parte superiore.
La villa esiste già nel 1734 e viene costruita dai figli di Gabriele e Margarita. Con l'estinzione della famiglia Galantara la proprietà passa ai Guerrini.
L'edificio si articola in due complessi, ognuno dei quali è servito da un lungo viale e forse da un ingresso autonomo. I due blocchi sono poi uniti tra loro da un lungo corpo o galleria e formare una figura a ferro di cavallo racchiudente il giardino. Tutt'intorno vi sono undici ettari di bosco.
Poco prima del 1875 il palazzo subisce un ridimensionamento nella struttura, le due ali laterali vengono notevolmente ridotte e vengono ampliati i giardini.
L'edificio oggi appartiene al comune di Pesaro ma col vincolo sanitario per la ASL che deve obbligatoriamente utilizzare l'edificio per scopi assistenziali, come dalle volontà delle contesse Laura e Lucrezia Guerrini che lo hanno ceduto alla città. La struttura è oggi impiegata come residenza sanitaria ed assistenziale per anziani non autosufficienti o privi di assistenza familiare o domiciliare, oppure per anziani in terapia riabilitativa in seguito ad interventi di chirurgia ortopedica..
- Fonte di Sajano

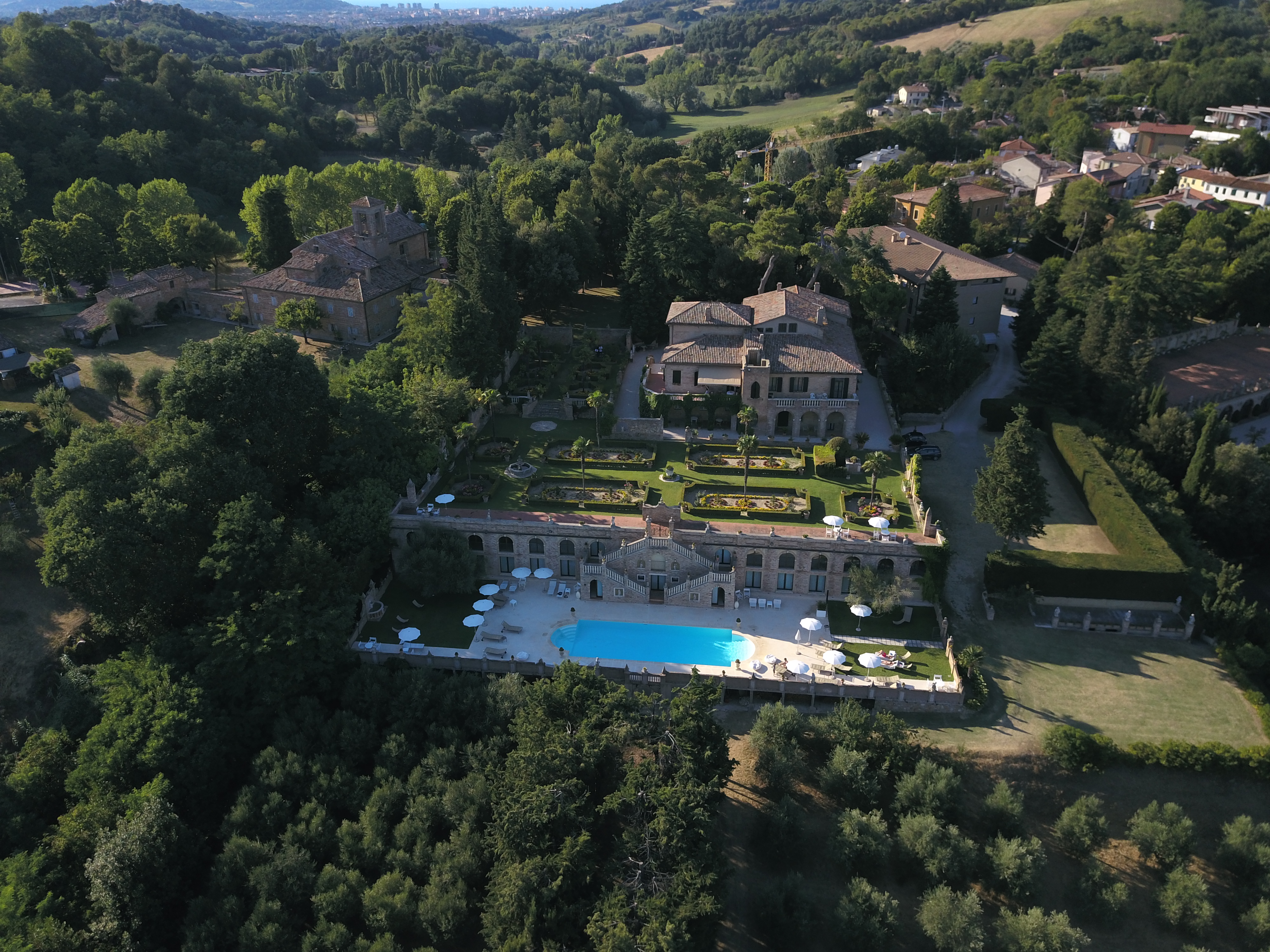
Foto aerea di Villa Cattani Stuart

Secondo quanto riportato da uno studio dell'ingegner Aldo Benvenuti, la fonte di Sajano appartiene al bacino imbrifero del Genica e con le sue acque alimentava il braccio del rio che confluisce nel tronco principale del torrente, all'altezza del cimitero. L'impatto inquinante della civiltà ha guastato la qualità delle acque (oggi non è più potabile) usata per dissetarsi già nel IX secolo a.C. dai piceni, che avevano creato un loro insediamento proprio tra Novilara e Trebbiantico. "Si trattava di acqua purissima usata per fini medici, ottima per curare gotta e calcoli. Tra l'altro fu la prima acqua minerale imbottigliata della storia. Intuite le potenzialità alcuni imprenditori pesaresi la commercializzarono portandola fino alla fiera di Senigallia. La fonte ha funzionato fino al 1960 poi è caduta nell'oblio. Grazie alla minuziosa opera del centro operativo, e in particolare di Aroldo Pozzolesi, che ci ha lavorato con grande passione, è oggi stata restituita alla città ".
- Parco esuli giuliano-dalmati

Di recente realizzazione, il parco è dedicato ai tanti italiani assassinati dai soldati di Tito in Istria. Inaugurato il 10 febbraio 2004, la giornata della memoria istituita dal presidente della repubblica Carlo Azeglio Ciampi, è l'unico monumento nel comune di Pesaro dedicato alla memoria delle vittime giuliano-dalmate.
All'interno del parco è presente, su di un piedistallo, un grosso masso di colore bianco, posto per ricordare simbolicamente una foiba, il luogo in cui tanti civili innocenti hanno trovato la morte, colpevoli solo di essere italiani.

## Società sportive
- Associazione "Polisportiva Trebbiantico"Particolare dell'affresco di Nicolò Berrettoni restaurato a maggio 2021 - Sala della musica presso Villa Cattani Stuart

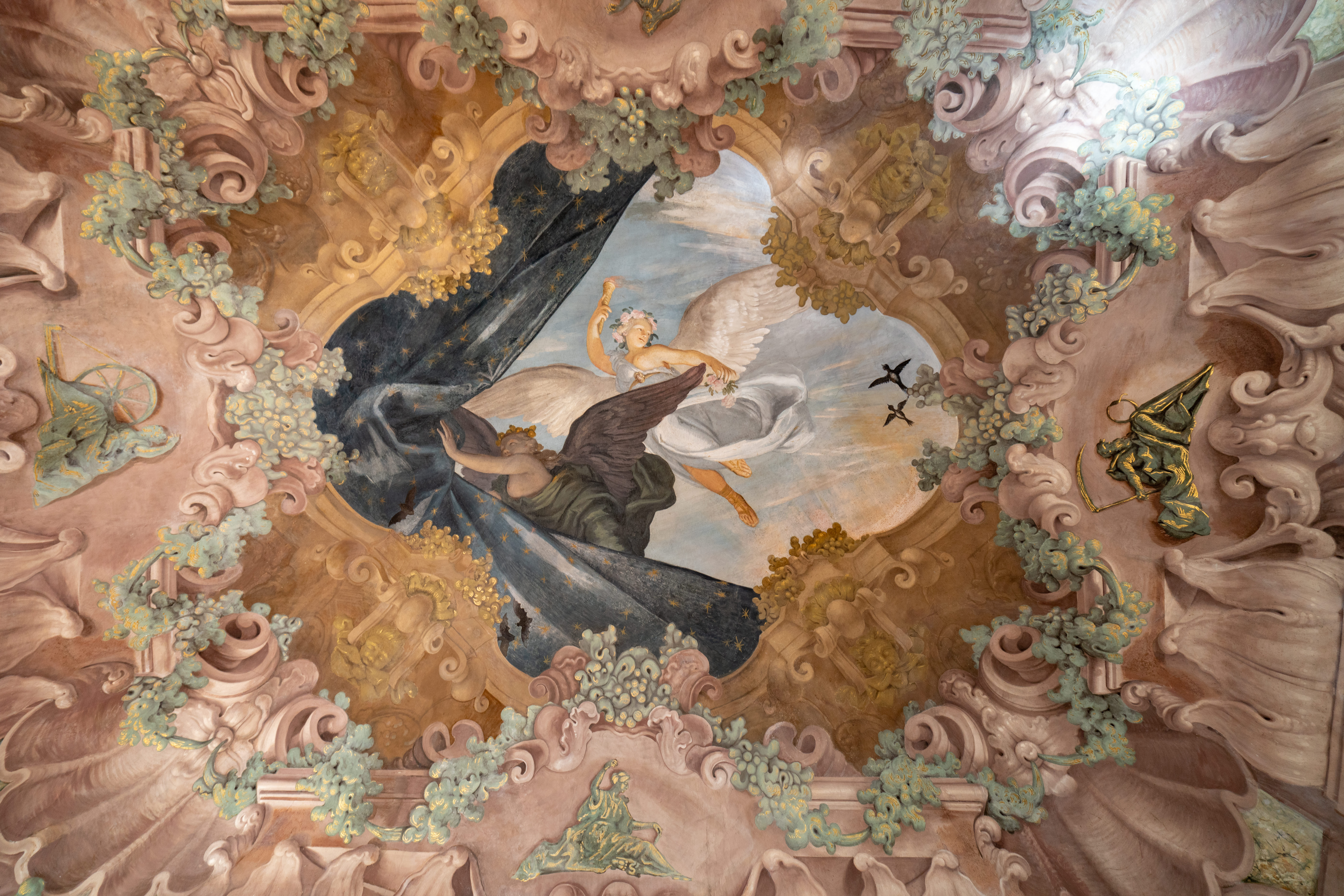
Particolare dell'affresco di Nicolò Berrettoni restaurato a maggio 2021 - Sala della musica presso Villa Cattani Stuart

## Strutture a carattere sociale
- Centro di Aggregazione per adolescenti "Dirinvagò"
- Scuola dell'Infanzia "Cappuccetto rosso"
- Residenza Sanitaria "Galantara"
- Centro diurno alzheimer "Giardino dei ricordi"

## Associazioni locali
- Associazione A.TRE.CON... (Associazione Trebbiantico CON...)
- Associazione A.R.I (Radioamatori-gruppo della protezione civile)